# Justin Hoogma
Justin Hoogma  (Enschede, 11 de junio de 1998) es un futbolista neerlandés, juega como defensa en el Willem II de la Eerste Divisie de los Países Bajos.

## Trayectoria

### Clubes
El hijo del exfutbolista profesional Nico-Jan Hoogma creció hasta 2004 en la ciudad alemana de Kaltenkirchen, Schleswig-Holstein, mientras que su padre estaba contratado por el Hamburger SV. En su juventud, jugó en el SC Kisdorf en Kisdorf, cerca de Kaltenkirchen. Tras regresar su padre a los Países Bajos – Nico-Jan Hoogma se unió a Heracles Almelo – la familia se estableció en Oldenzaal, en la región de Twente, cerca de la frontera alemana y Justin se unió a las categorías inferiores del Quick ’20 antes de pasar a la academia juvenil del FC Twente y de Heracles Almelo.
En 2015, Hoogma entró en la plantilla del Heracles Almelo y en el transcurso de la temporada 2015/16 debutó en la Eredivisie. En 2016/17, disputó los 90 minutos de los 34 partidos de la temporada , convirtiéndose en el jugador más joven en lograrlo en la Eredivisie.
En junio de 2017, el equipo de la Bundesliga alemana TSG 1899 Hoffenheim, lo fichó con un contrato de cuatro años. Fue enviado al segundo equipo de la Regionalliga Südwest. Hoogma debutó con el primer equipo en la cuarta jornada de la Liga Europa frente al club turco Istanbul Başakşehir. Su debut en la liga tuvo lugar el 29 de septiembre de 2018, en la jornada 6 de la temporada 2018/19, en la derrota en casa 1-2 ante el RB Leipzig.
A finales de enero de 2019, fue enviado en calidad de cedido al FC St. Pauli hasta el final de la temporada 2018/19. Con este equipo logró disputar 14 partidos (13 como titular) en la 2. Bundesliga.
En verano de 2019 regresó al TSG 1899 Hoffenheim y a finales de julio, fue cedido al FC Utrecht. Desde el principio, Hoogma jugó con el líder del equipo Willem Janssen en la defensa central y solo perdió tres partidos, ya que finalizó antes de tiempo la temporada, debido a la pandemia de COVID-19. En la Eredivisie ocupó el sexto lugar en la tabla, mientras que en la KNVB Beker, la copa nacional, llegó a la final, que fue cancelada. Tras la finalización de la temporada regular de la Bundesliga, TSG 1899 Hoffenheim prolongó el contrato del defensa hasta junio de 2022, así como el contrato de préstamo con los holandeses por un año más.
Esa misma temporada, jugó un total de 20 partidos con el primer equipo, 19 en liga y 1 en copa, anotando únicamente un gol. Al principio llegó a acumular muchos minutos ocupando el puesto de defensa central titular. Sin embargo, una lesión de tobillo lo alejó de los terrenos de juego durante casi 3 meses. Finalmente, volvió a jugar a falta de 3 jornadas de que terminara la liga, jugando solamente 20 minutos en 3 partidos.
En 2021, tras acabar su vuelta a la Eredivisie, el equipo alemán decidió volver a ceder al jugador neerlandés. Esta vez sería el SpVgg Greuther Fürth quien se haría con sus servicios hasta junio de 2022. Actualmente lleva 4 partidos jugados con el equipo bávaro, siendo titular en las 3 primeras jornadas de la Bundesliga. Ahora, Justin Hoogma se encuentra lesionado por una rotura del ligamento interno de la rodilla.

### Selección nacional
Justin llegó a jugar cuatro partidos para la selección neerlandesa sub-19 y otros cuatro para la sub-20. El 10 de noviembre de 2017, Hoogma debutó con la selección sub-21 neerlandesa en la victoria 8-0 en un partido para la Clasificación para la Eurocopa U-21 en Doetinchem contra Andorra. Actualmente lleva 14 partidos acumulados con el combinado Sub21. Nunca ha sido convocado por la selección absoluta de su país natal.

## Estadísticas
Actualizado al último partido disputado el 21 de noviembre de 2021.
| Club                 | Temporada           | Liga                 | Liga     | Liga  | Copa     | Copa  | Continental | Continental | Amistosos | Amistosos | Total    | Total |
| Club                 | Temporada           | División             | Partidos | Goles | Partidos | Goles | Partidos    | Goles       | Partidos  | Goles     | Partidos | Goles |
| -------------------- | ------------------- | -------------------- | -------- | ----- | -------- | ----- | ----------- | ----------- | --------- | --------- | -------- | ----- |
| Heracles Almelo      | 2015–16             | Eredivisie           | 2        | 0     | 0        | 0     | —           | —           | 1         | 0         | 3        | 0     |
| Heracles Almelo      | 2016–17             | Eredivisie           | 34       | 0     | 3        | 0     | 1           | 0           | —         | —         | 38       | 0     |
| Heracles Almelo      | Total               | Total                | 36       | 0     | 3        | 0     | 1           | 0           | 1         | 0         | 41       | 0     |
| 1899 Hoffenheim      | 2017–18             | Bundesliga           | 0        | 0     | 0        | 0     | 2           | 0           | —         | —         | 2        | 0     |
| 1899 Hoffenheim      | 2018–19             | Bundesliga           | 2        | 0     | 1        | 0     | 1           | 0           | —         | —         | 4        | 0     |
| 1899 Hoffenheim      | Total               | Total                | 2        | 0     | 1        | 0     | 3           | 0           | 0         | 0         | 6        | 0     |
| 1899 Hoffenheim II   | 2017–18             | Regionalliga Südwest | 10       | 0     | —        | —     | —           | —           | —         | —         | 10       | 0     |
| 1899 Hoffenheim II   | 2018–19             | Regionalliga Südwest | 5        | 2     | —        | —     | —           | —           | —         | —         | 5        | 2     |
| 1899 Hoffenheim II   | Total               | Total                | 15       | 2     | 0        | 0     | 0           | 0           | 0         | 0         | 15       | 2     |
| FC St. Pauli         | 2018–19             | 2. Bundesliga        | 14       | 0     | 0        | 0     | –           | –           | 0         | 0         | 14       | 0     |
| FC St. Pauli         | Total               | Total                | 14       | 0     | 0        | 0     | -           | -           | 0         | 0         | 14       | 0     |
| FC Utrecht           | 2019-20             | Eredivisie           | 23       | 1     | 5        | 0     | -           | -           | 0         | 0         | 28       | 1     |
| FC Utrecht           | 2020-21             | Eredivisie           | 19       | 1     | 1        | 0     | -           | -           | 0         | 0         | 20       | 1     |
| FC Utrecht           | Total               | Total                | 42       | 2     | 6        | 0     | -           | -           | 0         | 0         | 48       | 2     |
| SpVgg Greuther Fürth | 2021-22             | Bundesliga           | 3        | 0     | 1        | 0     | -           | -           | 0         | 0         | 4        | 0     |
| SpVgg Greuther Fürth | Total               | Total                | 3        | 0     | 1        | 0     | -           | -           | 0         | 0         | 4        | 0     |
| Total de la carrera  | Total de la carrera | Total de la carrera  | 112      | 4     | 11       | 0     | 4           | 0           | 1         | 0         | 128      | 4     |